# Clădirea poștei din Satu Mare
Clădirea poștei din Satu Mare este un monument istoric situat în județul Satu Mare. Construcția clădirii a fost finalizată în 1892, după un proiect realizat de István Bieberbauer.

## Descriere
În sec. XVIII-XIX existau în Satu Mare două stații poștale (corespondența era purtată cu poștalioane) situate de o parte și de alta ale râului Someș. Grădina Poștei Exterioare se numea așa deoarece se afla în afara orașului vechi, în vreme ce Grădina Poștei Interioare se găsea pe locul actualului ștrand. În 1907 a fost construită clădirea Poștei pe strada Mihai Viteazu, care își păstrează până astăzi destinația.
Clădirea este în forma literei L, cu două aripi care se întind pe străzile Mihai Viteazu și General Averescu. Edificiul este construit în manieră complexă, cu elemente de stil secession la nivelul cornișei și al balconului, și neobaroc la cel al turnului care se înalță deasupra intrării. Profilul ferestrelor, semicircular la parter și dreptunghiular la etaj, alternează între cele două niveluri ale clădirii. Pe colțul dintre cele două străzi, deasupra intrării principale decroșate, este situat un balcon.